# Șnițel
Le șnițel (de l'allemand Schnitzel, « escalope ») est devenu un mets traditionnel de Roumanie et Moldavie, constitué d'une fine tranche de veau (șnițel de vițel), de porc (șnițel de porc) ou de poulet (șnițel de pui) enrobée de chapelure et frite. Il est servi généralement avec du mujdei et de la mămăligă.
Ce plat est apparu en Transylvanie et Bucovine à l'époque de la domination de l'Empire austro-hongrois sur ces régions et, de là, il est rapidement passé en Moldavie et Valachie. Le Schnitzel autrichien s'est également répandu vers l'ouest, en Lombardie autrichienne, dont la capitale était Milan, où il est devenu la fameuse escalope à la milanaise. En Pologne, c'est un plat populaire nommé kotlet schabowy.
En Roumanie et Moldavie, le șnițel est le plus souvent à base de viande de porc. La cuisine roumaine et moldave utilise très peu la viande bovine. L'explication de cette faible consommation de viande de bœuf, et donc a fortiori de veau, est donné au rôle attribué à cet animal dans la plupart des régions du pays où le bœuf est élevé pour la traction et la vache pour le lait. À l'époque où les principautés roumaines étaient tributaires de l'Empire ottoman, des troupeaux de vaches et de moutons ont été envoyés comme tribut pendant des siècles à la Sublime Porte, de sorte que chez les roumanophones, les viandes de porc (haram dans la cuisine islamique, donc refusée par les Turcs) et de volailles sont devenues majoritaires.